# Julien Bontemps
Julien Bontemps (Épinal, 1º giugno 1979) è un velista francese.

## Palmarès
- Giochi olimpici

Pechino 2008: argento nel windsurf.
- Mondiali - RS:X

Pattaya 2002: bronzo nel Mistral.
Izmir 2004: oro nel Mistral.
Cadice 2012: oro nel RS:X.
Santander 2014: oro nel RS:X.
- Campionati europei di vela

Cesme 2014: argento nel RS:X.
- Giochi del Mediterraneo

Almería 2005: bronzo nel windsurf.